# Уппсала (комуна)
Комуна Уппсала (швед. Uppsala kommun) — адміністративно-територіальна одиниця місцевого самоврядування, що розташована в лені Уппсала у центральній Швеції.
Уппсала 41-а за величиною території комуна Швеції. Адміністративний центр комуни — місто Уппсала.

## Населення
Населення становить 201 882 чоловік (станом на вересень 2012 року).
| Кількість населення комуни Уппсала за 1810-2010 роки | Кількість населення комуни Уппсала за 1810-2010 роки | Кількість населення комуни Уппсала за 1810-2010 роки | Кількість населення комуни Уппсала за 1810-2010 роки | Кількість населення комуни Уппсала за 1810-2010 роки |
| ---------------------------------------------------- | ---------------------------------------------------- | ---------------------------------------------------- | ---------------------------------------------------- | ---------------------------------------------------- |
| Рік                                                  |                                                      |                                                      | Населення                                            |                                                      |
| 1810                                                 | 1810                                                 |                                                      | 36 388                                               | 36 388                                               |
| 1850                                                 | 1850                                                 |                                                      | 41 655                                               | 41 655                                               |
| 1900                                                 | 1900                                                 |                                                      | 59 218                                               | 59 218                                               |
| 1950                                                 | 1950                                                 |                                                      | 93 387                                               | 93 387                                               |
| 1970                                                 | 1970                                                 |                                                      | 129 687                                              | 129 687                                              |
| 1980                                                 | 1980                                                 |                                                      | 146 192                                              | 146 192                                              |
| 1990                                                 | 1990                                                 |                                                      | 167 508                                              | 167 508                                              |
| 2000                                                 | 2000                                                 |                                                      | 189 569                                              | 189 569                                              |
| 2010                                                 | 2010                                                 |                                                      | 197 787                                              | 197 787                                              |
| Джерело: SCB                                         |                                                      |                                                      |                                                      |                                                      |

## Населені пункти
Комуні підпорядковано 19 міських поселень (tätort) та низка сільських, більші з яких:
- Уппсала (Uppsala)
- Стурврета (Storvreta)
- Б'єрклінге (Björklinge)
- Белінге (Bälinge)
- Ваттхольма (Vattholma)
- Венге (Vänge)
- Левсталет (Lövstalöt)

## Міста побратими
Комуна підтримує побратимські контакти з такими муніципалітетами:
- Комуна Берумс, Норвегія
- Гямеенлінна, Фінляндія
- Фредріксберг, Данія
- Тарту, Естонія
- Гапнарфйордур, Ісландія
- Міннеаполіс, Сполучені Штати Америки

## Галерея

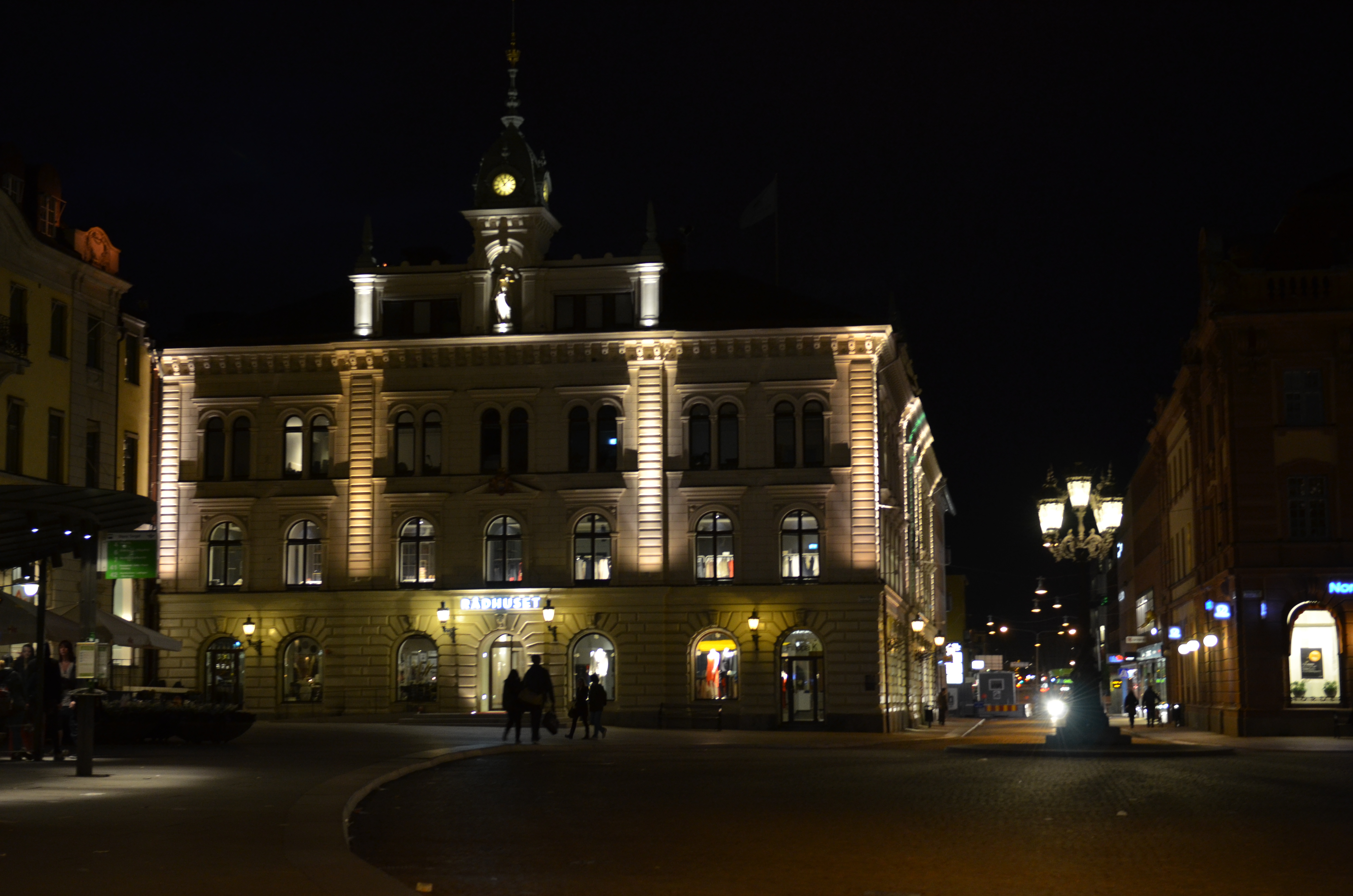
Ратуша (Уппсала)
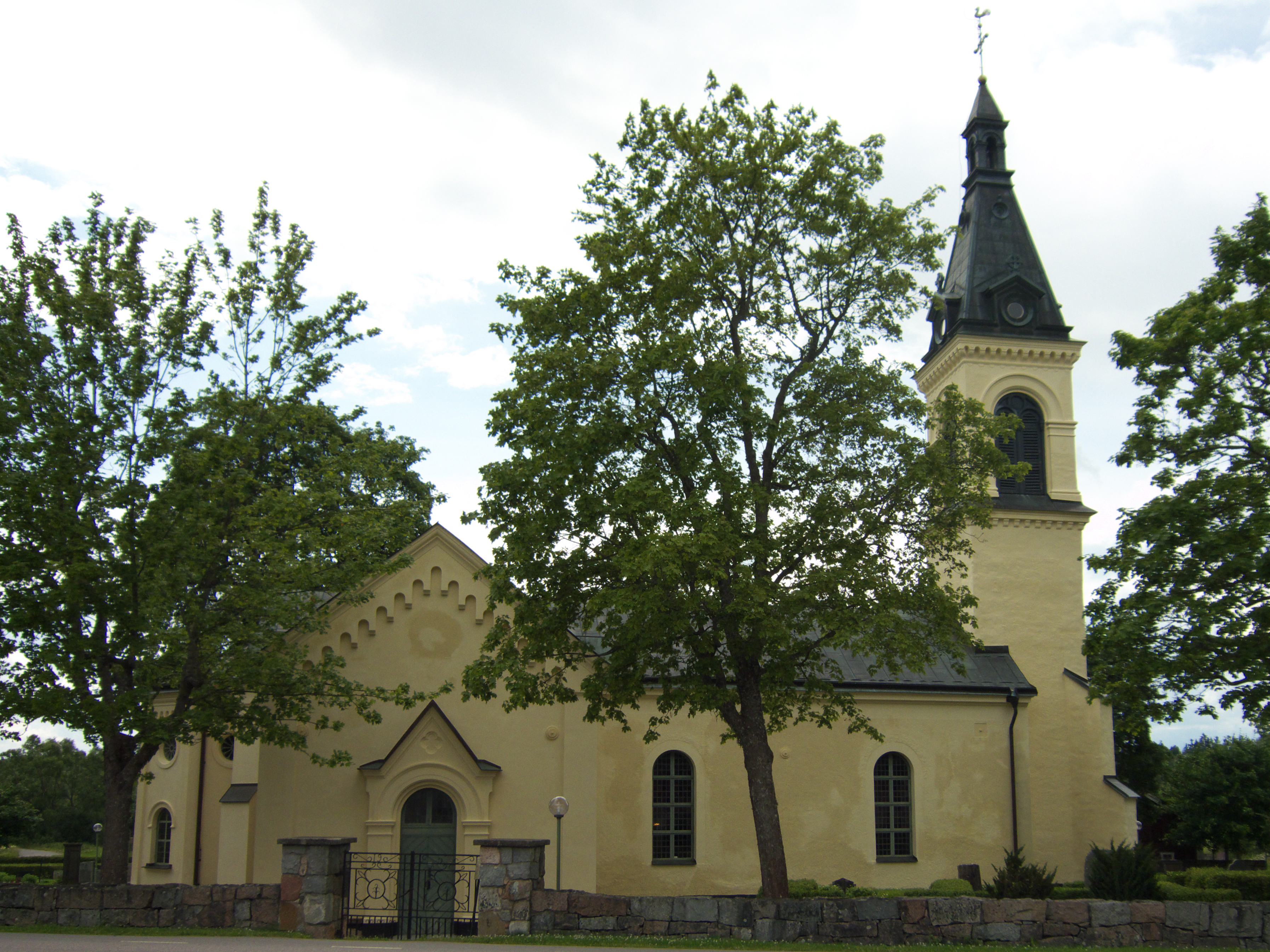
Церква (Венге)
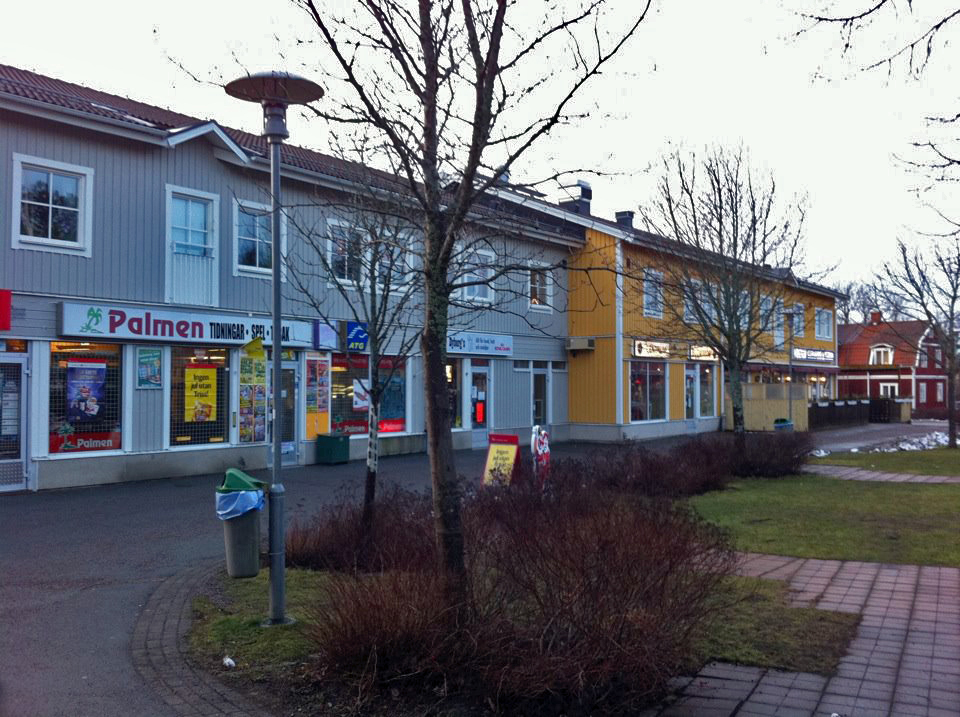
Містечко Стурврета
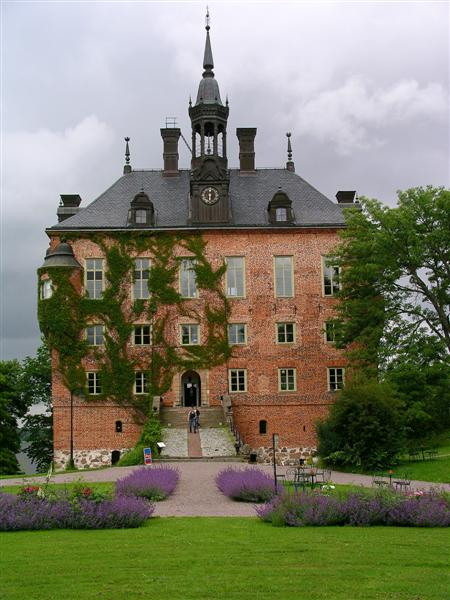
Замок Вік